# A Love Trilogy
A Love Trilogy is het derde album van Donna Summer. Het verscheen op 18 maart 1976 op Casablanca Records, acht maanden na Love to Love You Baby. Later datzelfde jaar kwam de opvolger Four Seasons of Love uit.

## Geschiedenis
Het album werd geproduceerd door Giorgio Moroder en Pete Bellotte, die ook de liedjes schreven, deels samen met Donna Summer, op het nummer "Could It Be Magic" na dat een cover was van de hit van Barry Manilow. De volledige A-kant van de elpee bestond uit één nummer, "Try Me, I Know We Can Make It", uitgesponnen over vier bewegingen. Voor de muzikale begeleiding zorgde de "Munich Machine", een groep studiomuzikanten uit München die op de meeste Moroder-Bellotte-producties uit de tweede helft van de jaren zeventig te horen zijn.
Korte versies van "Could It Be Magic" en "Try Me, I Know We Can Make It" kwamen als single uit, maar met minder succes dan haar grote hit "Love to Love You Baby" uit de gelijknamige vorige elpee. Het album zelf verkocht wel goed en Donna Summer kreeg er een gouden plaat van de RIAA voor (voor meer dan 500.000 verkochte exemplaren), net als voor de voorganger Love to Love You Baby en de opvolger Four Seasons of Love. De NARM (National Association of Recording Merchandisers) bekroonde het met een NARM Award voor "bestverkochte elpee van een vrouwelijke soulartieste" van 1976.

## Nummers

### A-kant
1. "Try Me / I Know / We Can Make It / Try Me, I Know We Can Make It"  (Bellotte, Moroder, Summer) (17:57)

### B-kant
1. "Prelude to Love" (Bellotte, Moroder, Summer) (1:06)
2. "Could It Be Magic" (Adrienne Anderson, Barry Manilow) (5:15)
3. "Wasted" (Bellotte, Moroder) (5:09)
4. "Come With Me" (Bellotte, Moroder) (4:22)

## Hitnoteringen
A Love Trilogy bereikte plaats 21 op de Billboard 200-lijst. In Spanje stond de elpee op 1 in december 1976. In Italië stond A Love Trilogy minstens tien maanden lang in de top-40, met 4 als hoogste notering. In het Verenigd Koninkrijk haalde het 10 weken notering met een 41e plaats als hoogste. In Nederland haalde het de voorloper van de Album Top 100 niet.